# الوستانته
الوستانت (به اسپانیایی: Alustante) یک شهرستان در اسپانیا است که در کاستیا-لامانچا واقع شده‌است.

## خصوصیات
الوستانت ۹۳٫۵۹ کیلومترمربع مساحت و ۲۳۶ نفر جمعیت دارد و ۱٬۴۱۰ متر بالاتر از سطح دریا واقع شده‌است.